# واوجنی
واوجنی (به فرانسوی: Vaujany) یک کمون در فرانسه است که در Canton of Le Bourg-d'Oisans واقع شده‌است.

## خصوصیات
واوجنی ۶۴٫۵ کیلومترمربع مساحت و ۳۱۱ نفر جمعیت دارد.